# Mariano Acosta (Argentina)
Mariano Acosta è una città dell'Argentina appartenente alla provincia di Buenos Aires, nel dipartimento di Merlo, 39 km a ovest della capitale. Fa parte del secondo cordone urbano della Grande Buenos Aires. Conta 54 081 abitanti.

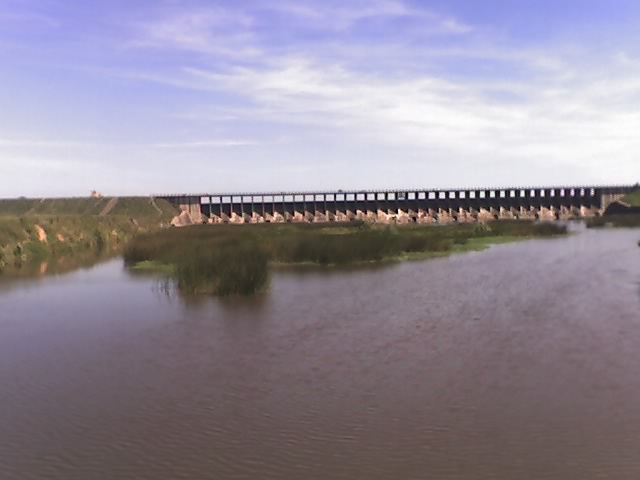
Diga Ingeniero Carlos Francisco Roggero e fiume Reconquista.

Il villaggio di Mariano Acosta fu dichiarato "città" con la legge provinciale 10208 del 18 ottobre 1984. Deve il suo nome al politico argentino Mariano Acosta. Il villaggio di Mariano Acosta fu fondato dal imprenditore uruguaiano Juan Posse nel 1909.
La città confina con le città di Merlo e Pontevedra, la località di La Reja e il Rio (fiume) Reconquista, il Partido di Marcos Paz e la città di Parque San Martín.